# Adalbert Probst
Pour les articles homonymes, voir Probst.
Adalbert Probst, né le 27 juillet 1900 à Ratisbonne et mort le 2 juillet 1934 , est un Reichsführer de la DJK.
Probst était depuis 1933 Reichsführer de l'organisation sportive catholique DJK (Deutsche Jugendkraft-Sportverband). Arrêté dans le cadre de la nuit des Longs Couteaux, il est assassiné le 2 juillet 1934.